# Scheibenhardt
Scheibenhardt là một đô thị ở bang Rheinland-Pfalz, Đức. Đô thị này nằm ở biên giới với Pháp, liên tục với đô thị Pháp Scheibenhard, chia nhau qua một con rạch nhỏ có tên Lauter.